# Prieuré Notre-Dame-d'Espérance de Croixrault
 (juillet 2017).
Le prieuré Notre-Dame-d'Espérance de Croixrault est un monastère catholique situé à Croixrault dans le département de la Somme, au sud-ouest d'Amiens.

## Historique
Le prieuré de Croixrault a été fondé le 1er octobre 1966 par le père Henri-Marie Guilluy, moine de l'abbaye bénédictine de Wisques. L'objectif de ce nouveau monastère est de mettre à la portée des malades, des handicapés, des faibles, la vie monastique en suivant la règle de saint Benoît dans la mesure du possible. Cette fondation répondait à un besoin auquel aucun monastère jusque-là ne répondait.
Notre-Dame-d'Espérance est érigée en congrégation diocésaine, le 2 février 1984, puis associée à l'Ordre bénédictin le 29 septembre 1990. Le prieuré de Croixrault est devenu la maison-mère et le siège du généralat de la congrégation Notre-Dame d'Espérance qui compte une dizaine de monastères.

## Caractéristiques
La maison de Croixrault est mise à sa disposition par l'évêque d'Amiens. La propriété de près d'un hectare de terrain située dans le village est entourée de bois et de champs.
Une chapelle, un réfectoire, des cellules sont construits autour de la maison de brique originelle. Des ateliers d'artisanat sont créés qui donnent à l'établissement sa notoriété : émaux, étains, icônes, statues de pierre reconstituée ...
Dans le prieuré de Croixrault, les moines en bonne santé partagent leur vie avec des moines handicapés ou dépressifs « pour que les forts désirent faire davantage, et que les faibles ne s'enfuient pas » (règle de saint Benoît 64,19). La vie monastique est organisée selon la règle de saint Benoît, enrichie de l'esprit de Charles de Foucauld et de Thérèse de Lisieux.